# Jorge Henriques
Jorge Augusto Eduardo Henriques Fuentes oder Jorge Henríquez (* 2. September 1921 in Guayaquil; † 31. Oktober 1999) war ein ecuadorianischer Fußballspieler und späterer -trainer. Der Abwehrspieler lief in 18 Länderspielen für die ecuadorianische Nationalmannschaft auf und wurde auf Vereinsebene mit Audax Italiano chilenischer Meister.

## Karriere

### Verein
Die Eltern von Jorge Henriques wanderten nach Chile aus und so kam der Abwehrspieler 1940 in den Profifußball von CD Green Cross. Nach fünf Jahren beim Klub aus der Hauptstadt wechselte er zum Lokalrivalen Audax Italiano. Mit dem Klub italienischer Einwanderer wurde Henriques Meister 1946. 1948 ging der Verteidiger nach Kolumbien zu Independiente Santa Fe, spielte aber kurzzeitig beim Campeonato Sudamericano de Campeones für den CS Emelec. Nach drei Jahren bei Santa Fe bestritt Henriques nach drei weitere Jahre Spiele für Sporting Club aus Barranquilla. Zum Abschluss seiner Karriere kam er nochmal zum CS Emelec.

### Nationalmannschaft
Jorge Henriques spielte insgesamt 18-mal in der Nationalmannschaft. Der Abwehrspieler nahm an den Südamerikameisterschaften 1945, 1947 und 1953 teil. Während das Team aus Ecuador 1945 und 1953 jeweils den letzten Platz belegte, schaffte es 1947 mit einem Sieg und einem Unentschieden den sechsten Rang von acht Teilnehmern.

### Trainer
Nach seiner aktiven Karriere wurde Henriques 1955 Trainer bei seinem letzten Profiklub CS Emelec. Bis 1969 trainierte er weitere Verein in Ecuador.

## Erfolge

### Spieler
Audax Italiano
- Chilenischer Meister: 1946

### Trainer
Everest
- Campeonato de Guayaquil: 1960